# Versöhnungskirche (Taizé)
Die Versöhnungskirche (Eglise de la Réconciliation wörtlich: Kirche der Versöhnung) der Communauté de Taizé ist ein moderner Kirchenbau in Taizé.

## Beschreibung
Von oben betrachtet, erinnert der Grundriss der Versöhnungskirche an die Form eines Flugzeugträgers. Die Pläne stammen von Frère Denis Aubert, einem Bruder der Communauté. Auf Bänke und Stühle wurde weitgehend verzichtet; man sitzt auf Meditationshockern oder dem Boden.
Die acht Glasfenster an der Südseite wurden von Frère Éric de Saussure gestaltet.

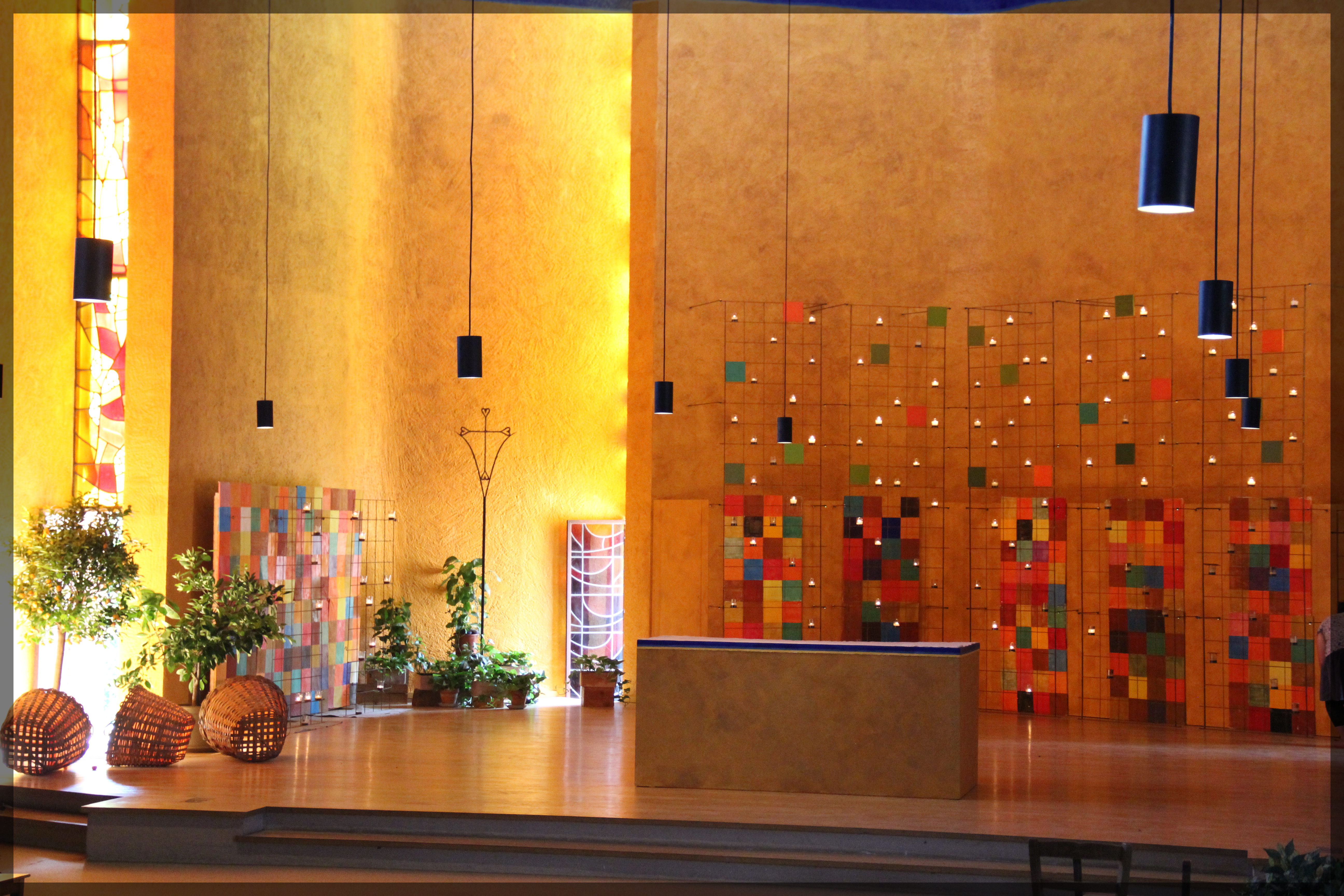
Altarraum der Kirche in Taizé ab Sommer 2018

Die moderne Architektur der Kirche wurde gelobt, insbesondere der mit Kopfsteinen gepflasterte Wandelgang,  das Chorgestühl und der große Lüster. Den Brüdern missfielen die schroffen Formen und die starre, kühle Innengestaltung, daher wurde das betonierte Chorgestühl entfernt, der Fußboden mit Spannteppichen überzogen und die Apsis mit orangen Tüchern gestaltet.
Diese Gestaltung wurde im Sommer 2018 nach über 20 Jahren im Rahmen einer Sanierung der Ostseiten-Wand entfernt und die Apsis neu gestaltet.
Nun befinden sich Patchwork-Elemente im Hintergrund, davor befinden sich auf einem Drahtgestell Teelichter. Auch die farbliche Gestaltung wurde verändert. Bis zur Höhe der blauen Kirchenfenster der Süd- und der Nord-Wand wurde die Apsis in einem hellen orange gestrichen, oberhalb der Fenster ist ein leuchtendes Blau verwendet worden. Dieses blau korrespondiert mit den Fenstern links und rechts und erinnert an den Himmel zur „blauen Stunde“. Die Apsis setzt sich durch die leuchtenden Farben vom restlichen Teil der Kirche ab, wo ein dunkleres Gelb mit dunkelroten Farbelementen versehener Putz verwendet wird.

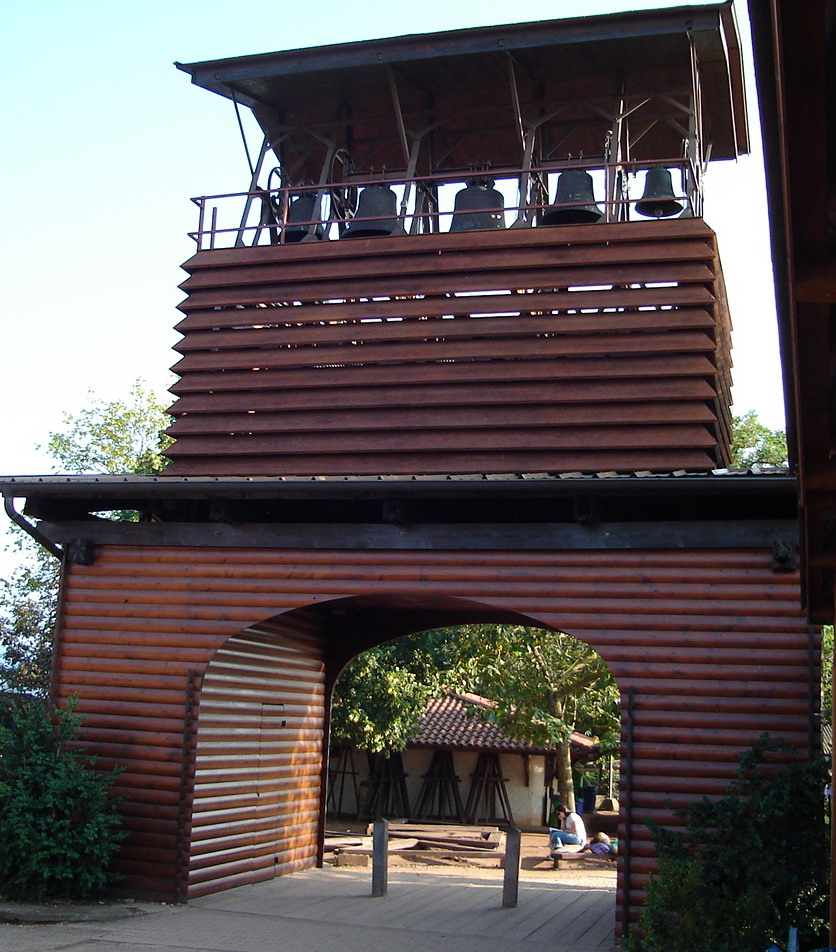
Der Glockenturm von Taizé

Die Kirche hat  eine Art Turm an der Ostseite und kleinere Kuppeln über den modernen Anbauten, diese beherbergen aber keine Glocken. Der Glockenturm von Taizé befindet sich etwa hundert Meter weiter südlich über dem Portal zum Essplatz. Dort hängen fünf offen sichtbare Glocken mit der Tonfolge f′ – b′ – c″ – d″ – f″.

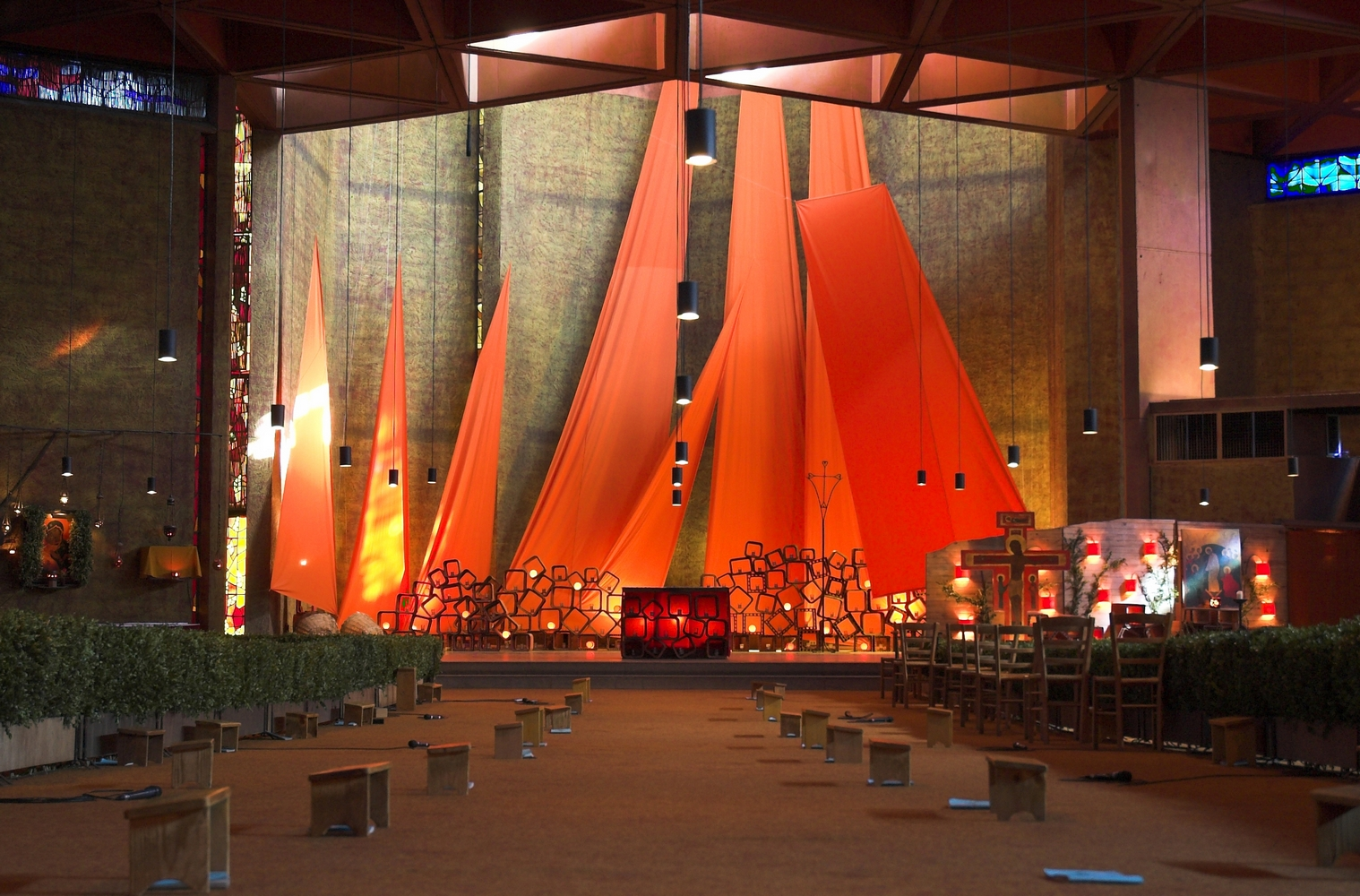
Innenraum vor dem Umbau  2018
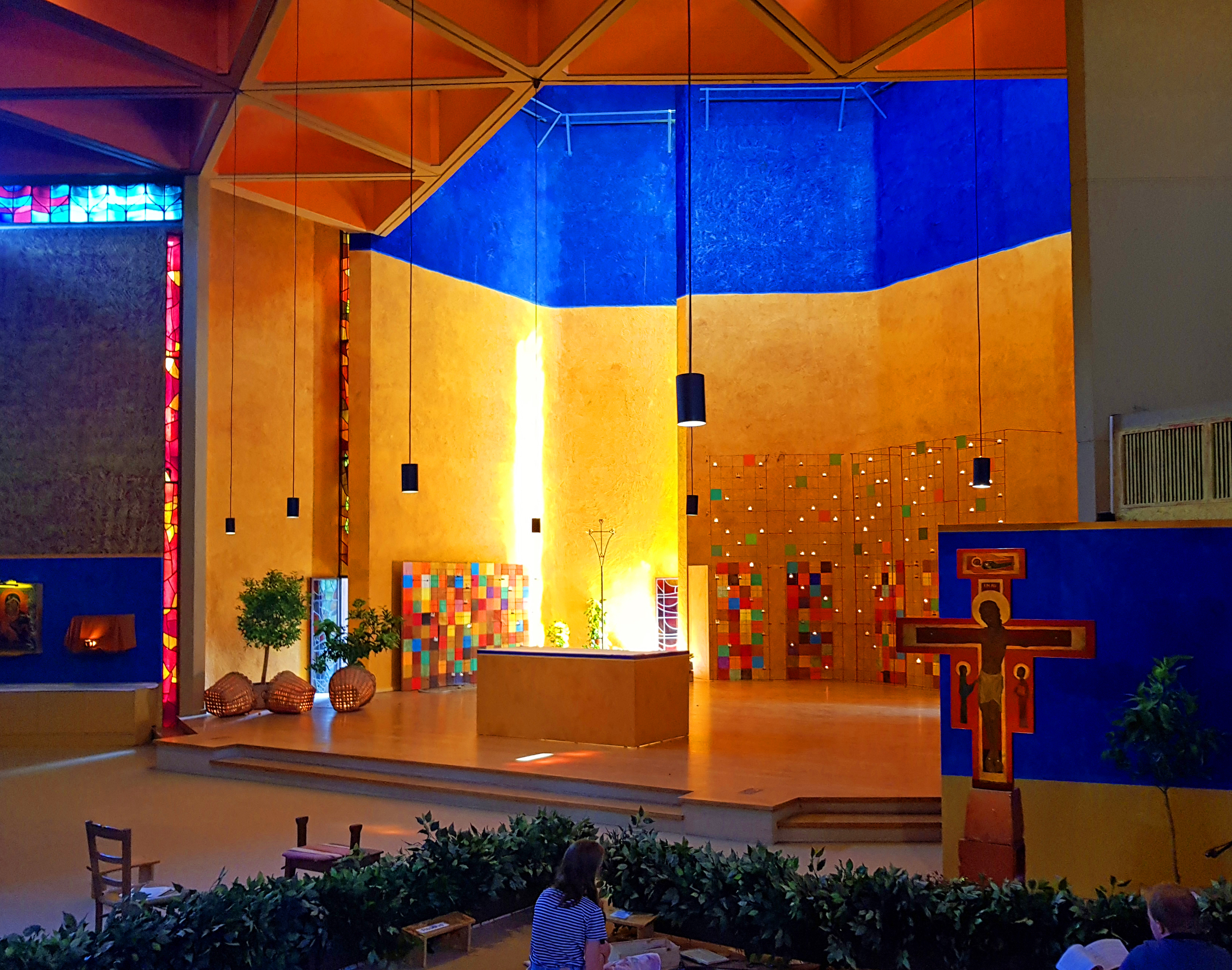
Altarraum nach der Umgestaltung 2018
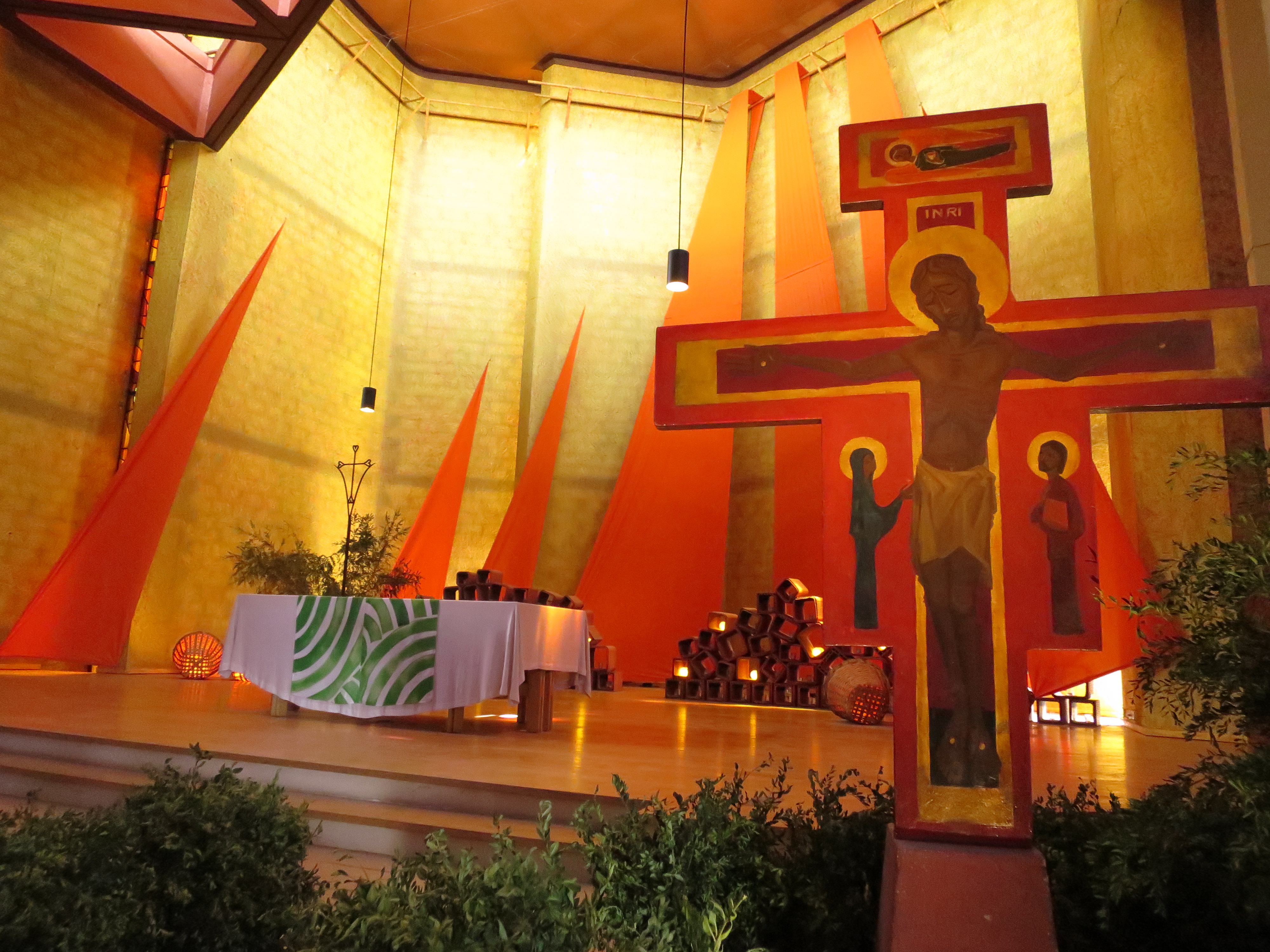
Altarraum und Kreuzikone in Taizé (vor der Umgestaltung)
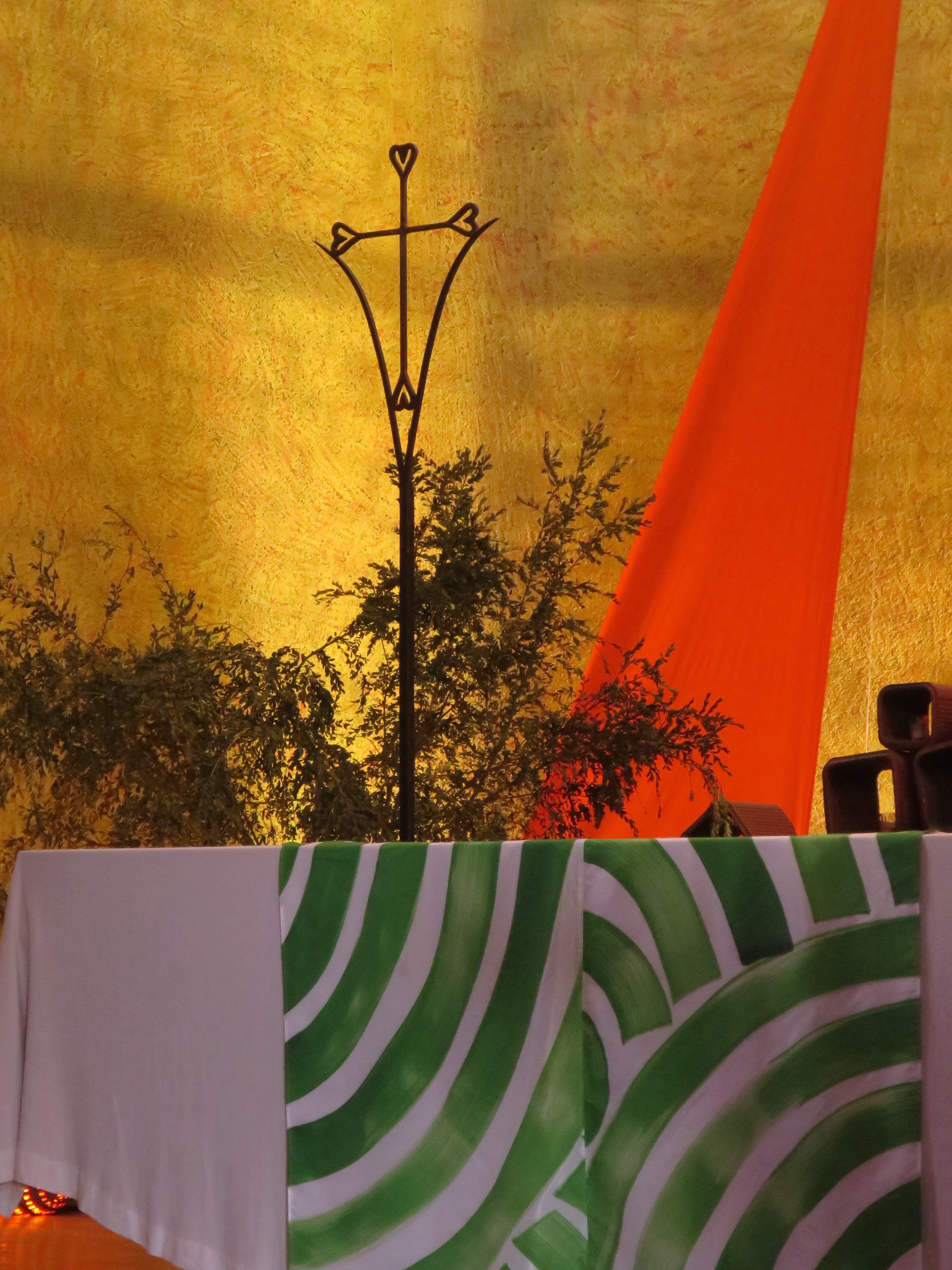
Altar (vor der Umgestaltung)
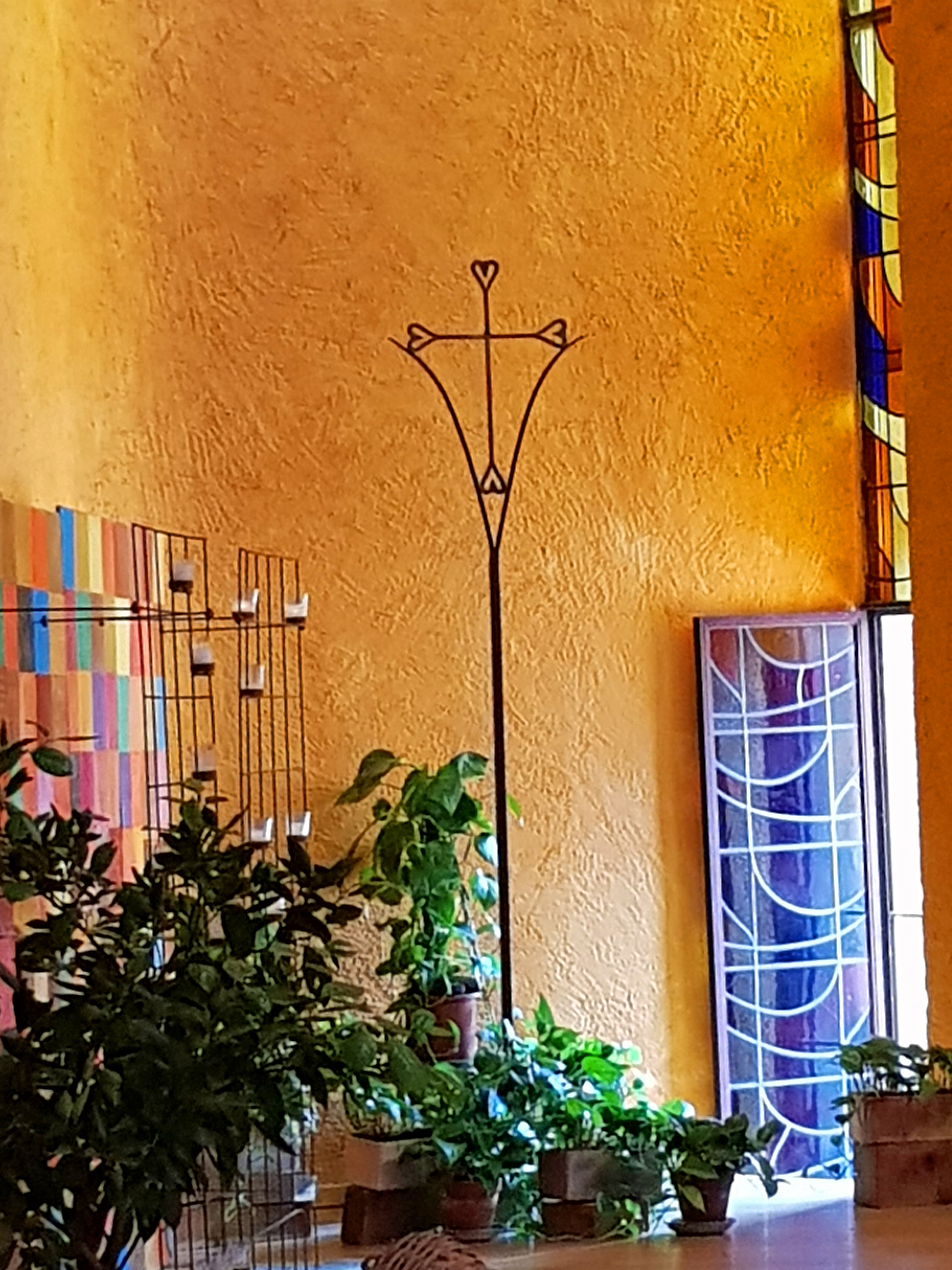
Altarkreuz nach der Umgestaltung
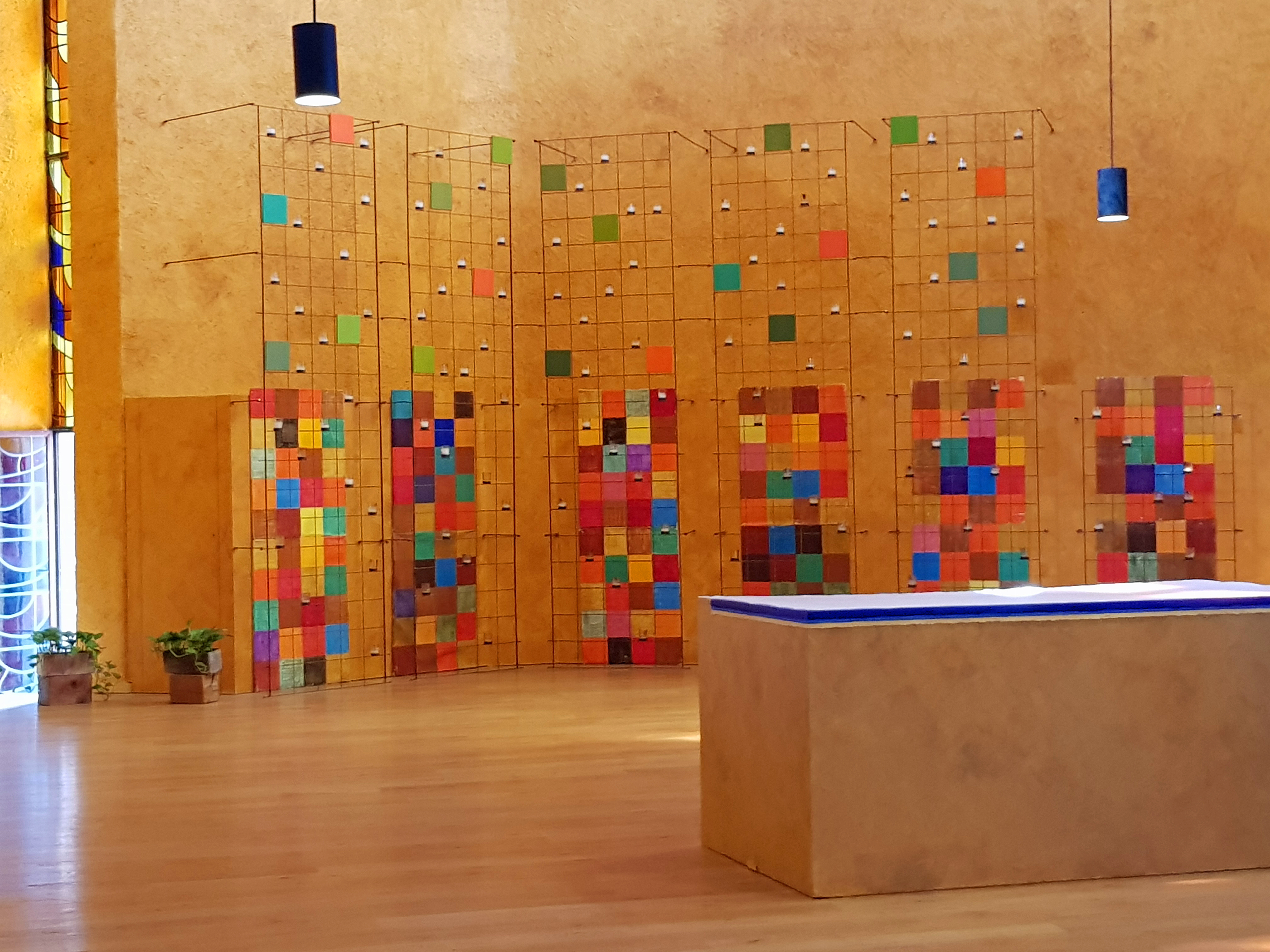
Altar und Patchwork
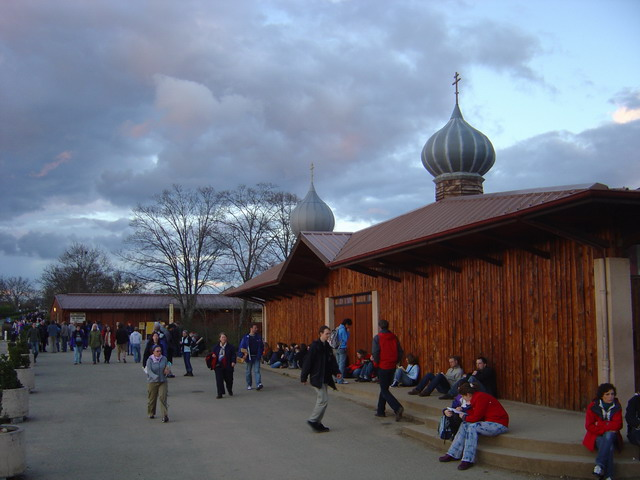
Portal nach Anbauten
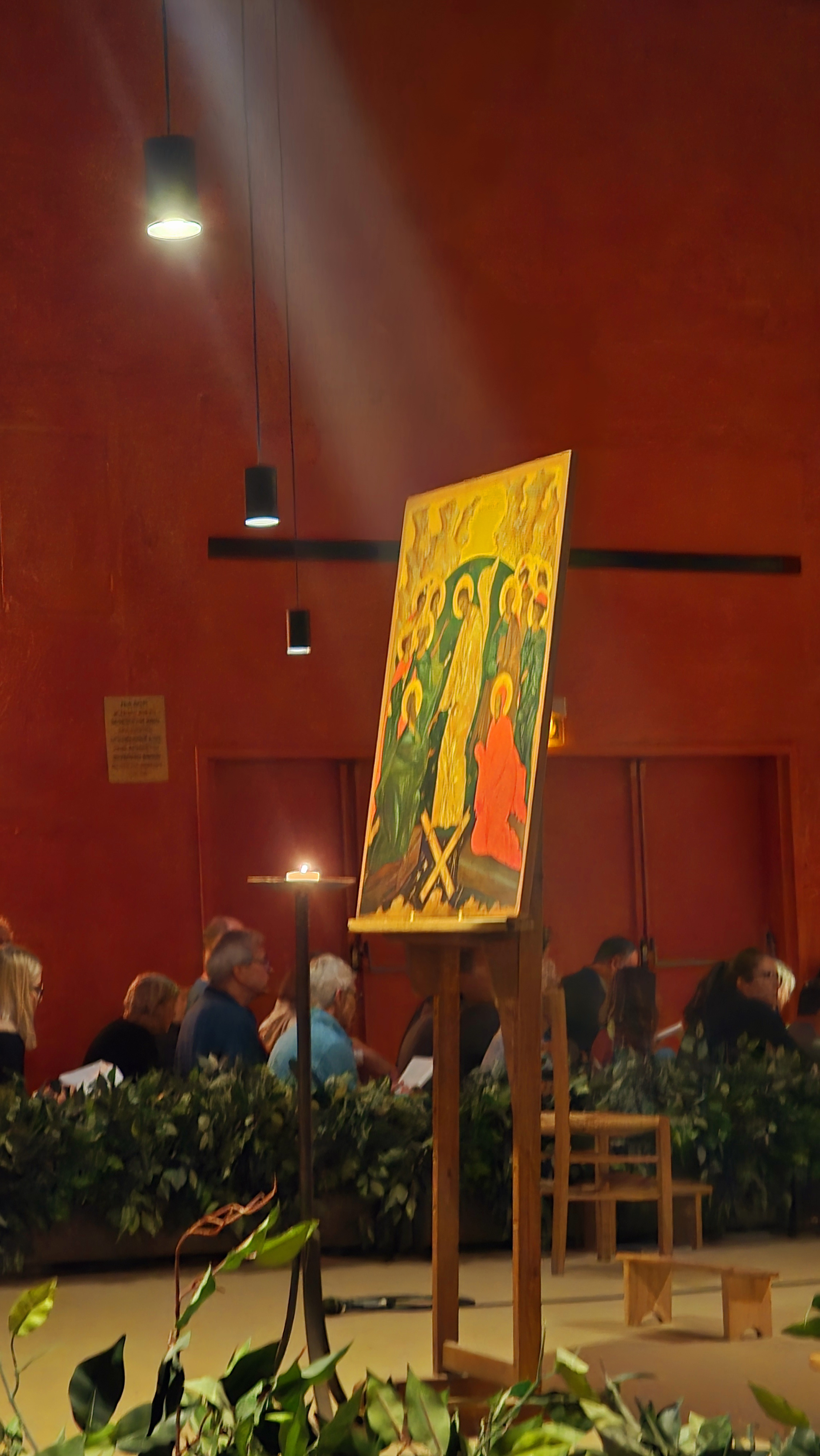
Auferstehungsikone von Taizé

## Fenster

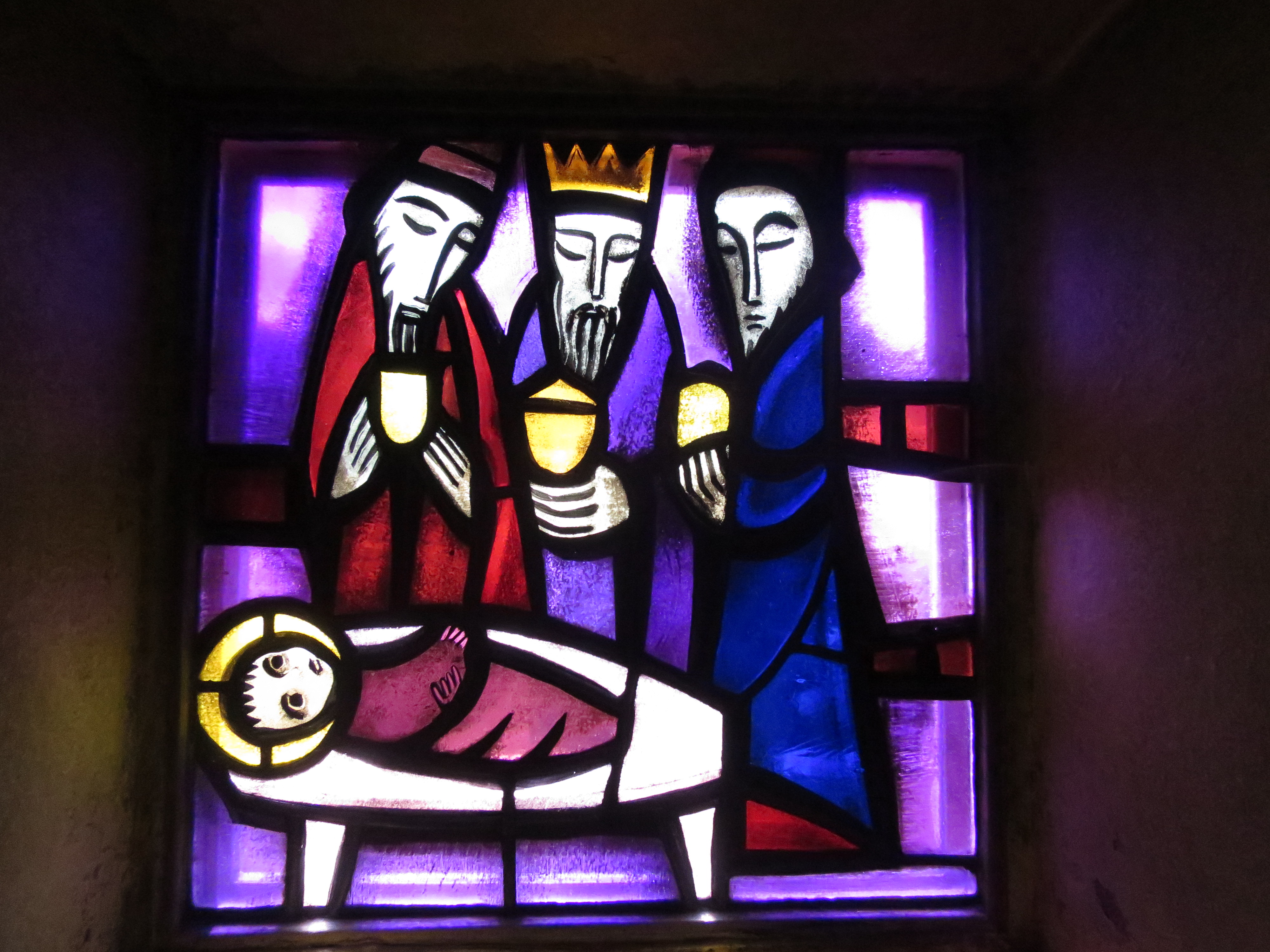
Heilige Drei Könige
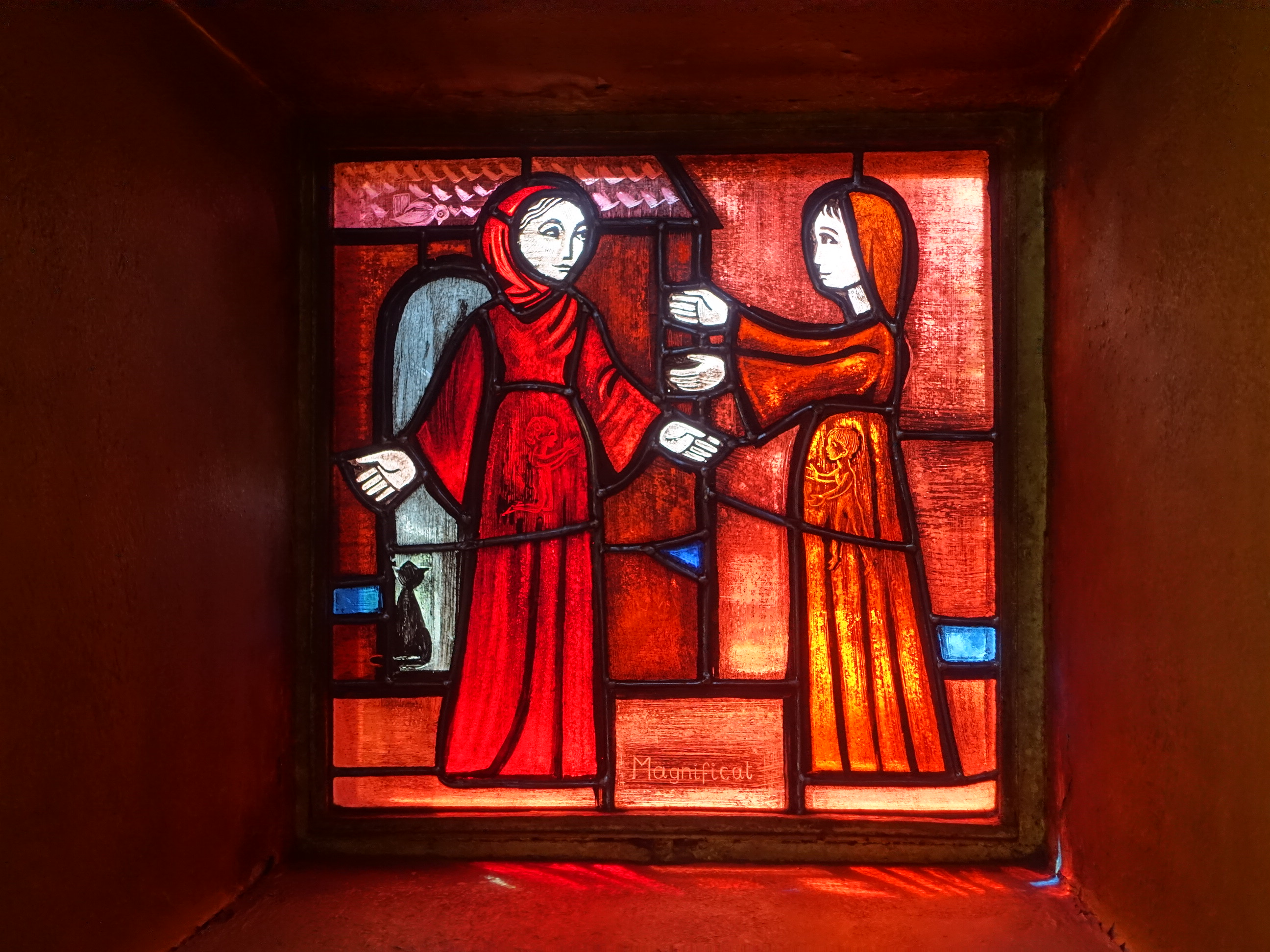
Maria und Elisabeth
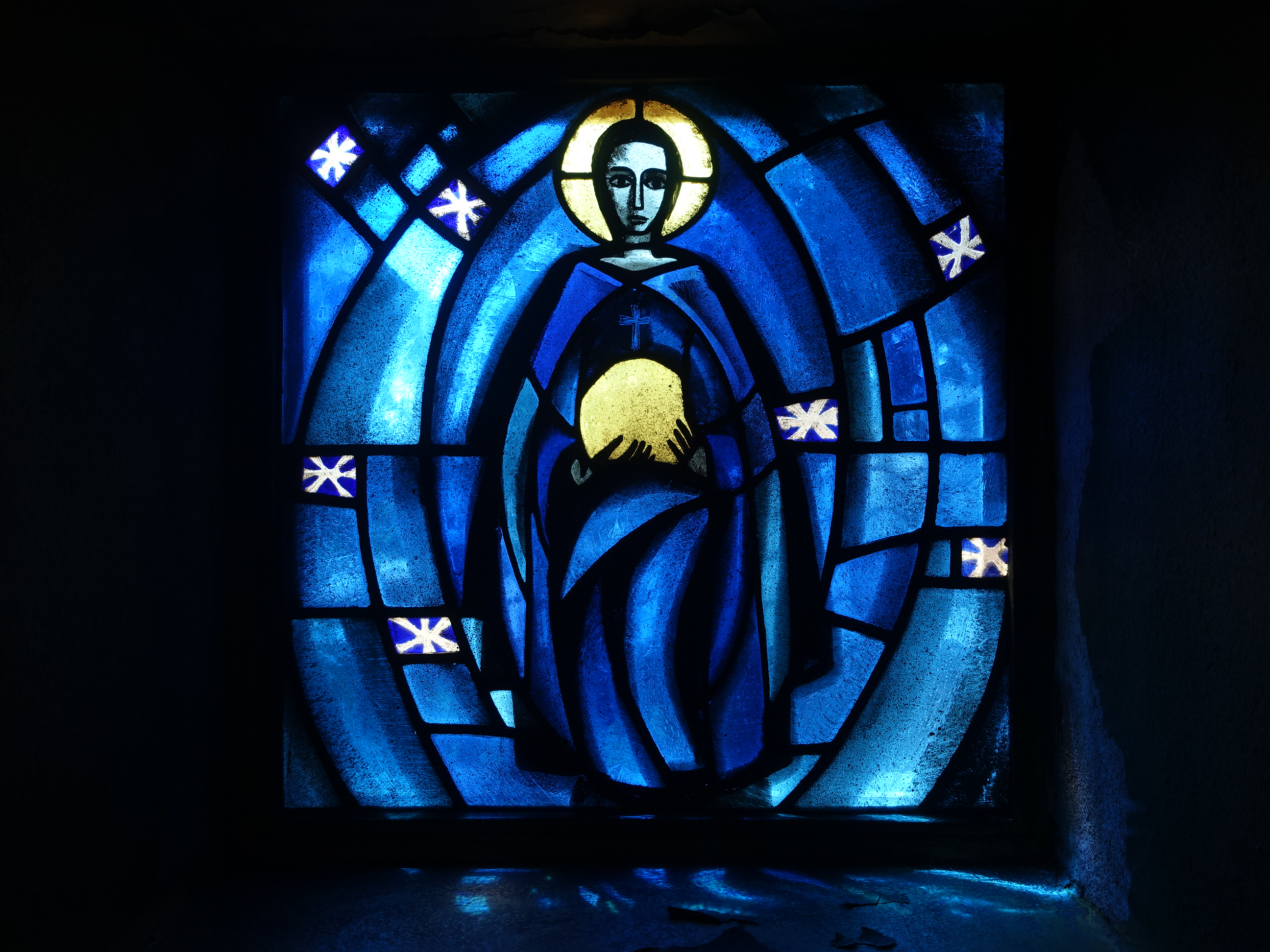
Weltenherrscher
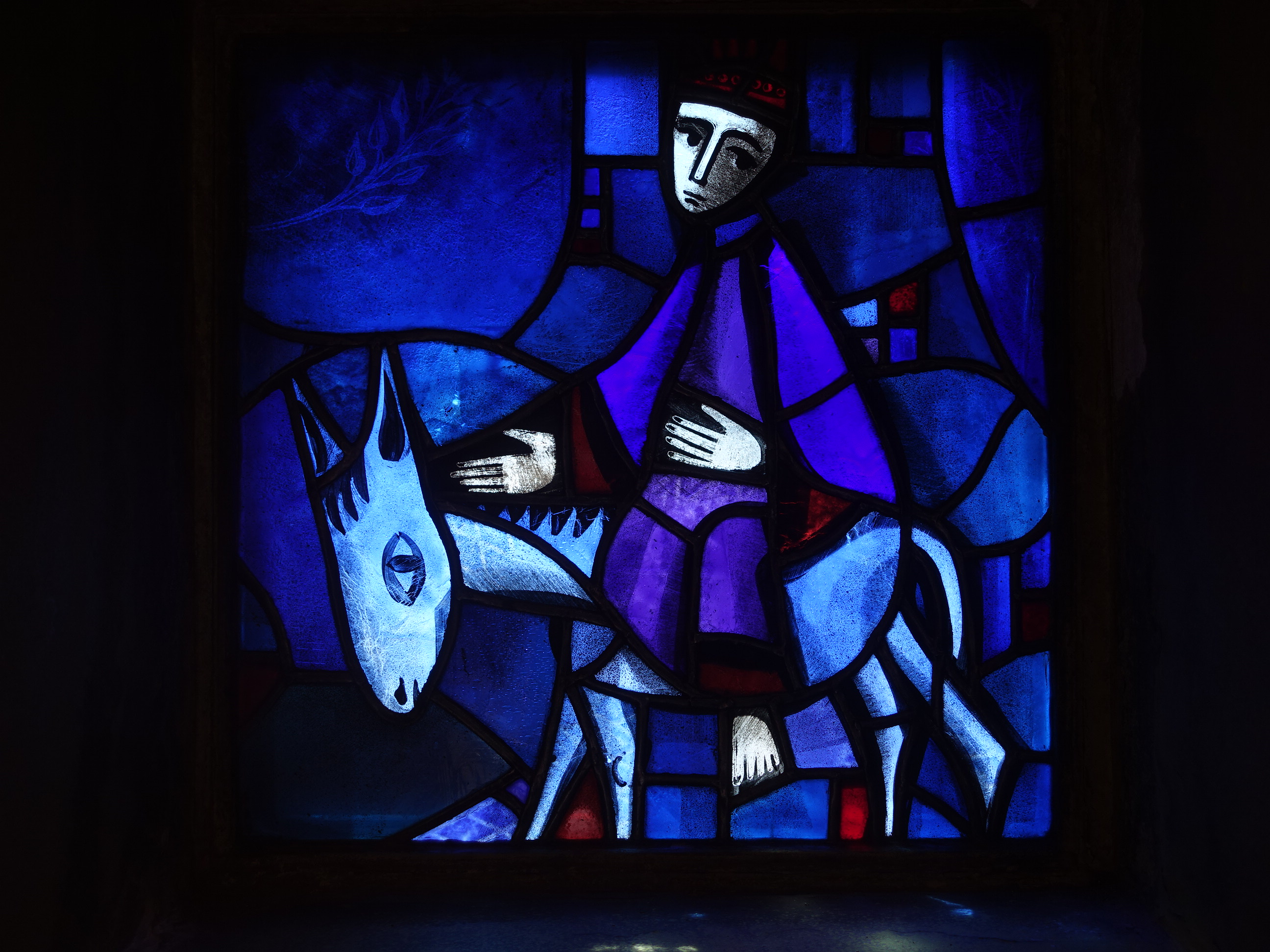
Einzug in Jerusalem

## Geschichte
Die Versöhnungskirche entstand, als die bisher von der Communauté de Taizé verwendete romanische Dorfkirche Ste-Marie-Madeleine  zu klein geworden war. Nachdem die Aktion Sühnezeichen sich angeboten hatte, bei einem Kirchenbau mitzuhelfen, plante Frère Denis Aubert das Gotteshaus.
Ab Sommer 1961 halfen Freiwillige aus Deutschland beim Bau. Am 6. August 1962 wurde die Kirche geweiht.  Die Weihe wurde  bewusst auf den 17. Jahrestag des Atombombenabwurfs auf Hiroshima gelegt.
Ostern 1971 fand die erste große Kirchenerweiterung statt, bei der es auch zum Abriss eines Teils der Fassade kam. Das große „Fenster von der Zukunft Gottes“ am Portal wurde dabei entfernt. Seit dieser Kirchenerweiterung wurde die Versöhnungskirche zunächst mit Zelten erweitert, die mittlerweile durch feste Anbauten ersetzt wurden. Jede dieser Erweiterungen ist jedoch so ausgelegt, dass sie auf den Ambo ausgerichtet ist. Die einzelnen Teile sind mit Rolltoren versehen, so dass die Kirche erweitert bzw. verkleinert werden kann.

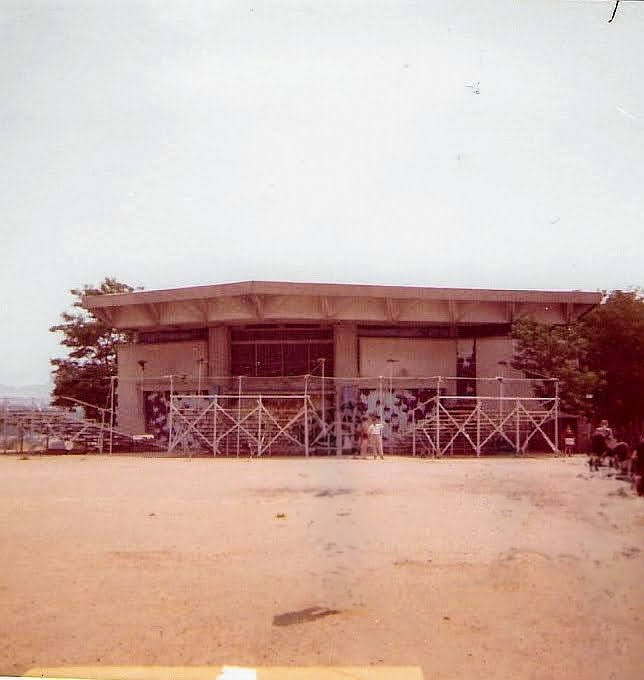
Die Versöhnungskirche in Taizé während des Konzils der Jugend 1975

Am 16. August 2005 wurde Frère Roger, der Gründer der ökumenischen Bruderschaft von Taizé, während des Abendgebets in der Versöhnungskirche von einer psychisch kranken Frau erstochen.
Im Frühjahr 2008 wurde das Hauptschiff renoviert. Außerdem wurde die nicht mehr restaurierbare Orgel entfernt und 2009 durch eine neue Orgel ersetzt. Ebenso wurde ein neuer Altar geschaffen.

## Orgel

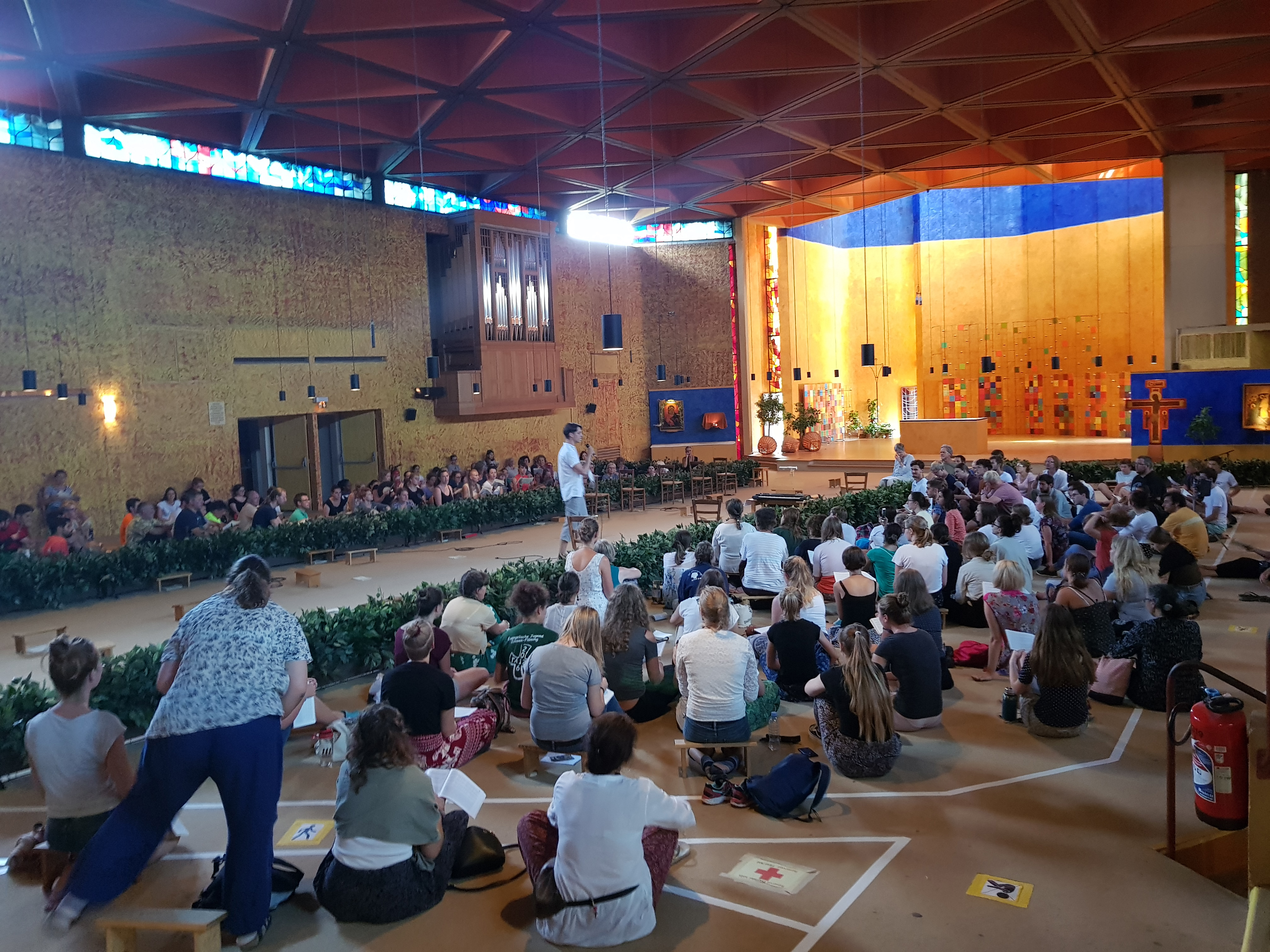
Chorprobe vor der Orgel

Die erste verzeichnete Orgel in Taizé ist von dem Orgelbauer Jürgen Ahrend installiert worden. Diese Orgel wurde zwischen 1974 und 1980 genutzt. Im Jahr 1980 baute Victor Gonzalez eine Orgel mit 13 Registern auf zwei Manualen und Pedal ein. Diese wurde 2009 durch eine neue Orgel aus der Werkstatt von Gerhard Grenzing ersetzt. Das Instrument hat 19 Register auf zwei Manualen und Pedal. Die Register des I. Manuals stehen (mit Ausnahme der Register 1 und 9) auf Wechselschleifen und lassen sich vom II. Manual aus anspielen.
| I Manual C–g3 |                  |        |
| 1.            | Montre           | 8′     |
| 2.            | Bourdon          | 8′     |
| 3.            | Suavial          | 8′     |
| 4.            | Prestant         | 4′     |
| 5.            | Flûte à Cheminée | 4′     |
| 6.            | Nazard           | 2 ⁄3′  |
| 7.            | Doublette        | 2′     |
| 8.            | Tierce           | 1 3⁄5′ |
| 9.            | Fourniture III   | 1 ⁄3′  |
|               | Tremblant doux   |        |

| II Manual C–g3 |                            |        |
| 10.            | Bourdon (= Nr. 2)          | 8′     |
| 11.            | Suavial (= Nr. 3)          | 8′     |
| 12.            | Prestant (= Nr. 4)         | 4′     |
| 13.            | Flûte à Cheminée (= Nr. 5) | 4′     |
| 14.            | Nasard (= Nr. 6)           | 2 ⁄3′  |
| 15.            | Doublette (= Nr. 7)        | 2′     |
| 16.            | Tierce (= Nr. 8)           | 1 3⁄5′ |

| Pedal C–f1 |                |     |
| 17.        | Soubasse       | 16′ |
| 18.        | Basse          | 8′  |
| 19.        | Bombarde douce | 16′ |

- Koppeln:  II/I (auch als Suboktavkoppel), I/P, II/P